# Maybe It's Love (film 1930)
Maybe It's Love è un film del 1930 diretto da William A. Wellman.

## Produzione
Il film fu prodotto dalla Warner Bros. sotto la dizione A Warner Bros.-Vitaphone Talking Picture.

## Distribuzione
Il copyright del film, richiesto dalla Warner Bros. Pictures, Inc., fu registrato il 12 settembre 1930 con il numero LP1559. Distribuito dalla Warner Bros., il film uscì nelle sale cinematografiche statunitensi il 4 ottobre 1930. In Irlanda, il film fu distribuito il 6 marzo 1931.